# Església parroquial de la Torre de l'Espanyol
Sant Jaume és una església parroquial emplaçada al centre de la Plaça Major al nucli de la Torre de l'Espanyol (Ribera d'Ebre) catalogada a l'Inventari del Patrimoni Arquitectònic de Catalunya. De la primitiva església, ara destruïda totalment, no en queda res. Va ser construïda l'any 1323 per manament de D. Berenguer, Bisbe de Tortosa, amb el consentiment del Reverend Boronat Groner, rector d'Ascó, a canvi d'un cànter d'oli i d'una rova de figues a entregar cada any per Nadal. La visita pastoral de 1638 apunta al bon estat dels altars de Sant Jaume, la Mare de Déu del Roser i Sant Antoni i Sant Sebastià. En aquesta també consta que les obres del temple estaven parades a causa de la morositat d'alguns veïns. El recompte de fidels va ser de 129 persones i 39 cases. La nova església va ser construïda entre els anys 1783 1787.

## Arquitectura
Edifici de planta rectangular de tres naus amb absis no marcat en planta. L'interior de l'església presenta una nau central coberta amb una volta de canó amb llunetes dividida per arcs torals, els quals recolzen sobre una cornisa motllurada, que descansa sobre unes pilastres amb capitells corintis. Alhora, les pilastres delimiten les capelles laterals, que s'obren formant arcs de mig punt i estan cobertes amb voltes d'aresta, quedant comunicades entre si. Al presbiteri hi ha un altar senzill de marbre, sobre el qual hi ha la imatge del sant. Als peus del temple hi ha el cor, que queda suportat per un gran arc rebaixat amb aresta, i està delimitat per una barana sinuosa de fusta. Damunt seu hi ha una rosassa ornamentada amb les mateixes motllures que decoren la volta, els arcs i les cornises. La resta d'obertures del temple són finestres rectangulars amb emmarcaments decorats, a la part superior de la volta. El frontis està definit per una portalada a manera de retaule de dos nivells suportats per columnes. La base de la portalada és feta de carreus escairats, rematats amb una cornisa sobre la qual descansen els pilars del primer nivell. Aquests presideixen la porta en forma d'arc de mig punt, amb l'escut esculpit de la Torre de l'Espanyol i la inscripció "AÑO 1787", que custodien dos angelets. El segon nivell de la portalada queda suportat per una cornisa, sobre la qual sobresurten dues cares esculpides des d'on arrenquen dos petits pilars. Al centre hi ha una gran fornícula amb la figura de Sant Jaume.
La façana principal queda coronada amb un capcer de perfil mixtilini. Entre la portalada i el coronament hi ha dos òculs, el que forma la rosassa i el superior, de menors dimensions. El campanar està parcialment incorporat al mur de migdia, essent de planta quadrangular a la base i octogonal a la part superior. Aquesta part queda oberta amb pòrtics d'arc de mig punt amb un rellotge intercalat. L'acabat exterior de la construcció és arrebossat amb morter de calç i els angles estan definits per carreus escairats.